# وهيب نديم وهبة
وهيب نديم وهبة شاعر وكاتب مسرحي فلسطيني من مواليد دالية الكرمل بقضاء حيفا المحتلة سنة 1952م. وهو متخرج من المعهد العالي التطبيقي في حيفا.

## حياته
شَاعِرٌ وأَديْبٌ مِنْ مَواليدِ قَرْيَةِ داليةِ الكَرْملِ سَنَةَ (1952). خِرّيجُ المعهَدِ العالي التّطبيقيِّ في حَيفا، وحاصلٌ على اللّقَبِ الجَامعيّ الأوّلِ في علمِ التّربيةِ. عَمَلَ في مَجَالِ التّدريسِ. مَنَحَتْهُ دَارُ ناجي نُعمان اللّبنانيّةِ للثّقافةِ جَائزةَ التّكْريمِ عَنِ الأَعْمالِ الكامِلَةِ سنَةَ (2006). نالَ جائزَةَ المتروبوليت نقولاَّوس نُعمان لِلْفَضَائِلِ الإِنْسانيَّةِ اللُّبْنانيَّةِ – 2012. جَائزةَ الْإِبْدَاعِ – (2014).
عُضْوٌ في اتحَادِ الأُدَباءِ العَرَبِ. عُضْوٌ في دَارَةِ الشِّعْرِ المَغْرِبِيِّ. عُضْوٌ في الاتِّحَادِ العَالمَيِّ للشُّعَراءِ. عُضْوٌ في دارِ نُعمان للثقَافَةِ / لبنان. عُضْوٌ في مؤسسة «اكوم». كُتِبَتْ عَنْهُ دِرَاساتٌ جَامِعِيَّةٌ (حَوْلَ قَصيدَةِ النَّثْرِ وحَوْلَ أدبِ الأجيَالِ النّاشئَةِ واليافعينَ). تُرْجِمَتْ كُتُبُهُ وَقَصَائِدُهُ إلى لُغاتٍ عالميَّةٍ عَديدَةٍ.
نُشِرَتْ عَنْهُ عَشراتُ المقالاتِ النقديَّةِ المُهِمَّةِ، مُتَفَرِّغٌ لِلْكِتَابَةِ.

## إصدارات الشاعر والكاتب المسرحي
- الملاك الأبيض—1974 – طبعة أولى - وثانية 1975. مطبعة عتقي حيفا
- هدايا وقبل – 1975 – مطبعة الاتحاد حيفا
- نهد أسواره وقصيدة – 1977 – طبعة أولى مطبعة دالية الكرمل- وثانية – 1998 مطبعة دار الحكيم الناصرة
- أنتِ أحلى – 1979 – طبعة أولى الناشر دار الاسوار عكا - وثانية - 1998- دار الحكيم الناصرة
- أبرياء ولكن – مسرحية فلسطينية إقامة وطن – 1990 – عرضت في البلاد
- وقع حوافر خيل – 1993 – وطبعة أولى - وثانية 1994 –منشورات الكرمل
- المجنون والبحر – 1995 – وطبعة أولى - وثانية وثالثة - 1996 – دار الكرمة حيفا
- نافذة للموت وأخرى – 1996 – وطبعة أولى - وثانية - 1997 – دار الكرمة حيفا
- أميرة الفراشات – قصة للأطفال – 1996 – طبعة أولى - وثانية – 1997 – مطبعة عتقي جيفا
- أنتِ الجمال- مختارات باللغة الإنجليزية – 1998 –طبعة أولى في القدس - وثانية في الهند في بومباي - 1998
- أنتِ أحلى قصيدة – 1998 – منشورات الحكيم الناصرة
- خطوات فوق جسد الصحراء – 1999 – دار روان الفلسطينية الرام القدس
- أسطوانة بصوت الشاعر – قراءة النص 70 دقيقة – 2001 – استيديوهات الكرمل
- المجنون والبحر – مترجم إلى اللغة العبرية – 1997 – ساعر تل ابيب
- المجنون والبحر – مترجم إلى اللغة الإنجليزية – 1998 – مطبعة الكرمل
- المجنون والبحر – مترجم إلى اللغة الفرنسية - 2000 – باريس pantheon
- كتاب الأبواب – أغنيات للأطفال – مع شريط – 2002 – منشورات القدس
- كتاب الإنسان – 2003 – منشورات الكرمل عمان

## وصلات خارجية
- موقع النور

•	ديوان العرب
•	http://www.diwanalarab.com/spip.php?article6007
•	موقع منكم
•	https://www.mincom.co.il/Article.php?ID=622
•	موقع كنوز نت
•	https://www.knooznet.com/?app=article.show.36458